# Ostrogorki
Ostrogorki (russisch Острогорки, deutsch Groß Schunkern, litauisch Šunkariai) ist ein Ort in der russischen Oblast Kaliningrad. Er gehört zur kommunalen Selbstverwaltungseinheit Stadtkreis Tschernjachowsk im Rajon Tschernjachowsk.

## Geographische Lage
Ostrogorki liegt acht Kilometer nordwestlich des Rajonzentrums Tschernjachowsk (Insterburg) an der Kommunalstraße 27K-175 von Majowka (Georgenburg) an der Regionalstraße 27A-009 (ex A197) über Gremjatschje (Groß Berschkallen/Birken) und Wyssokoje (Popelken/Markthausen) zur Föderalstraße A216 führt. Die nächste Bahnstation ist Tschernjachowsk. Bis 1945 bestand Anschluss über Georgenburg (Majowka) an die Insterburger Kleinbahnen mit der Bahnstrecke Insterburg-Groß Skaisgirren (1938–1946: Kreuzingen, heute russisch: Bolschakowo).

## Geschichte
Das damals Köthlaucken, später dann Groß Schunkern genannte Dorf erfuhr seine Gründung im Jahre 1642. Zwischen 1874 und 1945 war der Ort in den Amtsbezirk Alischken (1938–1946: Walddorf, russisch: Karpowo, nicht mehr existent) eingegliedert, der zum Kreis Insterburg im Regierungsbezirk Gumbinnen der preußischen Provinz Ostpreußen gehörte.
In Folge des Zweiten Weltkrieges kam Groß Schunkern 1945 mit dem nördlichen Ostpreußen zur Sowjetunion. 1947 erhielt der Ort die russische Bezeichnung „Ostrogorki“ und wurde gleichzeitig dem Dorfsowjet Gremjatschski selski Sowet im Rajon Tschernjachowsk zugeordnet. Seit 1954 gehörte Ostrogorki zum Majowski selski Sowet. 1997 kam der Ort zum Dorfbezirk Kamenski selski okrug. Von 2008 bis 2015 gehörte Ostrogorki zur Landgemeinde Kamenskoje selskoje posselenije und seither zum Stadtkreis Tschernjachowsk.

### Einwohnerentwicklung
| Jahr | Einwohner |
| ---- | --------- |
| 1910 | 235       |
| 1933 | 230       |
| 1939 | 226       |
| 2002 | 60        |
| 2010 | 52        |

## Kirche
Mit seiner überwiegend evangelischen Bevölkerung war Groß Schunkern bis 1945 in das Kirchspiel der Kirche Berschkallen (1938–1946: Birken, heute russisch: Gremjatschje) eingepfarrt. Es gehörte zum Kirchenkreis Insterburg (Tschernjachowsk) in der Kirchenprovinz Ostpreußen der Kirche der Altpreußischen Union. Heute liegt Ostrogorki im Einzugsbereich der evangelisch-lutherischen Pfarrgemeinde in Tschernjachowsk (Insterburg), die zur Propstei Kaliningrad (Königsberg) der Evangelisch-lutherischen Kirche Europäisches Russland gehört.